# Torre de ses Portes
Der Torre de ses Portes ist ein Wehrturm aus dem 16. Jahrhundert in der Pfarrgemeinde Sant Francesc de s’Estany auf der Baleareninsel Ibiza.

## Lage
Der Turm steht an der Landspitze Punta de ses Portes im Naturschutzgebiet Parque Natural de Ses Salines d’Eivissa i Formentera im Südosten Ibizas. Von hier aus überblickt man die Meerenge Es Freus zwischen Ibiza und Formentera mit Espalmador und einer Reihe kleinerer Inseln.

## Geschichte

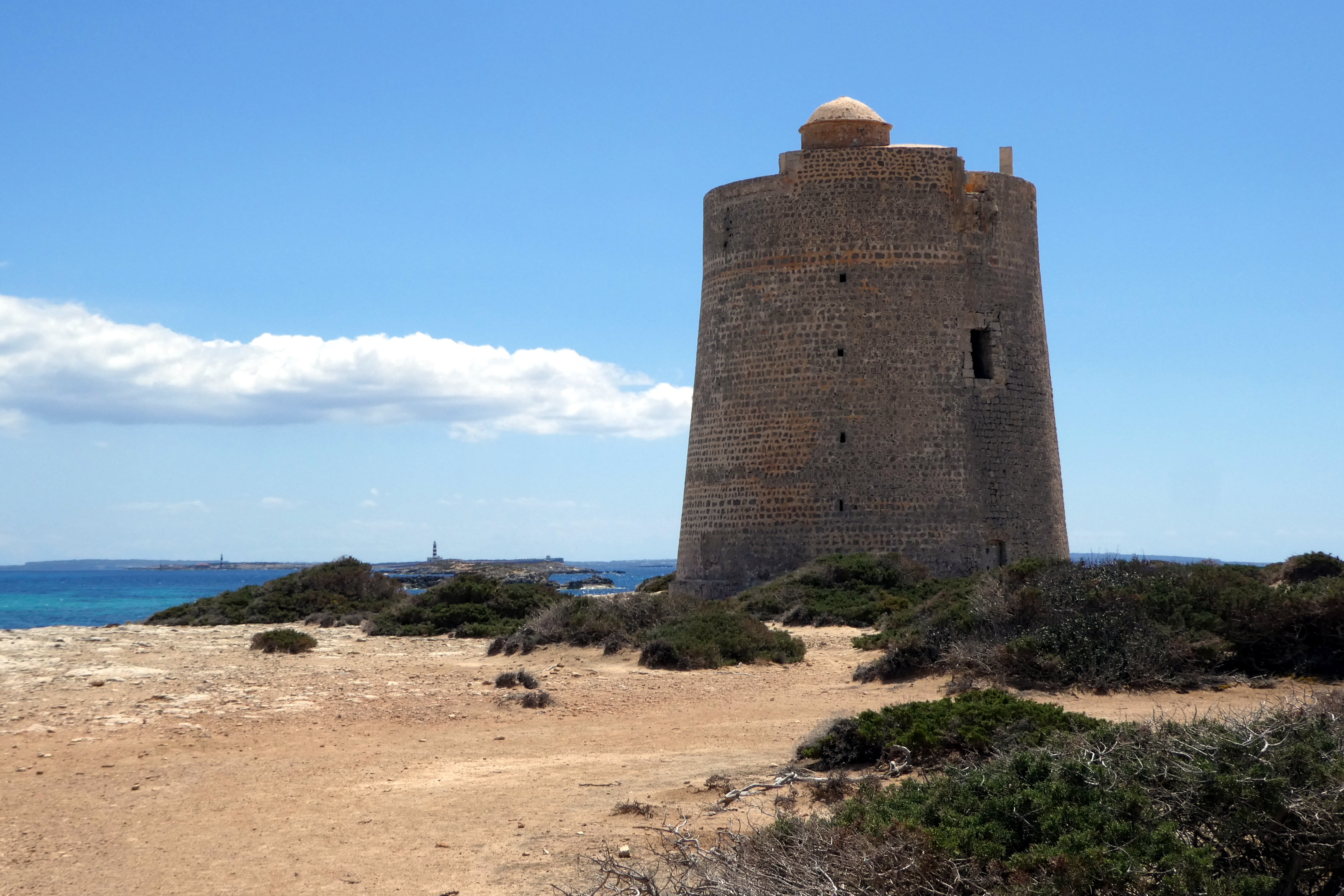
Ansicht aus nördlicher Richtung mit den Leuchttürmen Far dels Penjats und Far d’en Pou im Hintergrund.

Im 16. Jahrhundert war die Bevölkerung von Ibiza immer wieder den Überfällen von Barbaresken-Korsaren ausgesetzt. Die Universitat d’Eivissa, der Vorläufer des heutigen Consell Insular, beschloss daraufhin den Bau von Befestigungsanlagen. Der Torre de ses Portes wurde am Ende des 16. Jahrhunderts zur Verteidigung einer Almadraba und als kollektiver Zufluchtsort für die dort beschäftigten Fischer gebaut. Ein ähnlicher Turm, der Torre de sa Sal Rossa, stand bereits 4,5 km weiter nördlich, wo er die Verladestation für Meersalz, das wertvollste auf der Insel erzeugte Gut, schützte und die Arbeiter der Meerwassersaline bei Gefahr aufnehmen konnte.
Im 18. Jahrhundert wurden weitere Wehrtürme errichtet, die schließlich die gesamte Küste Ibizas und Formenteras abdeckten. Der Torre de ses Portes wurde dabei an die militärischen Erfordernisse der Zeit angepasst. Der zunächst ebenerdige Zugang wurde in den ersten Stock verlegt und die Dachplattform mit drei Kanonen bestückt. Er sicherte jetzt gemeinsam mit dem neu errichteten Torre de sa Guardiaola auf Espalmador die Meerenge zwischen Ibiza und Formentera. Im 19. Jahrhundert verloren die Türme ihre militärische Bedeutung. 1867 wurden sie den Finanzbehörden übergeben und die Soldaten abgezogen.
Seit 1949 steht der Torre de ses Portes unter Denkmalschutz. Er ist in der spanischen Datenbank für Kulturgüter (Bienes de Interés Cultural) unter der Nummer RI-51-0008620 registriert.

## Beschreibung
Der zweigeschossige Turm ist aus Bruchsteinen und Kalkmörtel gemauert. Er verjüngt sich nach oben und besitzt so die Form eines Kegelstumpfs. Er steht auf einem flachen Sockel, dessen Durchmesser etwas größer als der des Turms ist. Der einzige Zugang befand sich landeinwärts zu ebener Erde, damit bei einem Piratenüberfall viele Menschen innerhalb kurzer Zeit in den Schutz des Turms gelangen konnten. Der Korridor ins Innere verlief im Zickzack und dürfte durch eine von innen zugängliche Schießscharte geschützt gewesen sein. Erst im 18. Jahrhundert wurde der Zugang in die obere Etage verlegt. In dieser Zeit wurden die Innenräume durch Zwischenmauern in mehrere Kammern aufgeteilt. Vier Öffnungen in den starken Außenmauern sorgen für Licht und Belüftung. Die zwei Stockwerke und die Dachplattform waren durch eine halb in die Wand eingelassene Wendeltreppe miteinander verbunden, die auf dem Dach in einem Wachhäuschen endete. Diese aus einem Stück gefertigte Treppe ist heute nicht mehr vorhanden. Zur Verteidigung des Eingangs befand sich an der Dachplattform ein Maschikuli, dessen drei Konsolen zum Teil erhalten sind. Die Brüstung besitzt keine Zinnen oder Schießscharten und ist nach außen abgeschrägt.